# محمد حیدرخان
محمد علی حیدرخان بازیکن و مربی سابق والیبال و افسر شهربانی اهل ایران است. حیدرخان به عنوان مربی سابقه هدایت تیم‌های فتح، سایپا، پیکان تهران، تیم ملی امید و تیم ملی بزرگسالان ایران را در کارنامه خود دارد. وی به عنوان بازیکن نیز عنوان قهرمانی ارتش‌های جهان سیزم و حضور در مسابقات قهرمانی جهان ۱۹۷۰ را همراه با تیم ملی در کارنامه خود دارد.وی به عنوان سرمربی سه بار به عنوان قهرمانی لیگ برتر والیبال ایران دست یافت.